# Bjørn Tore Godal

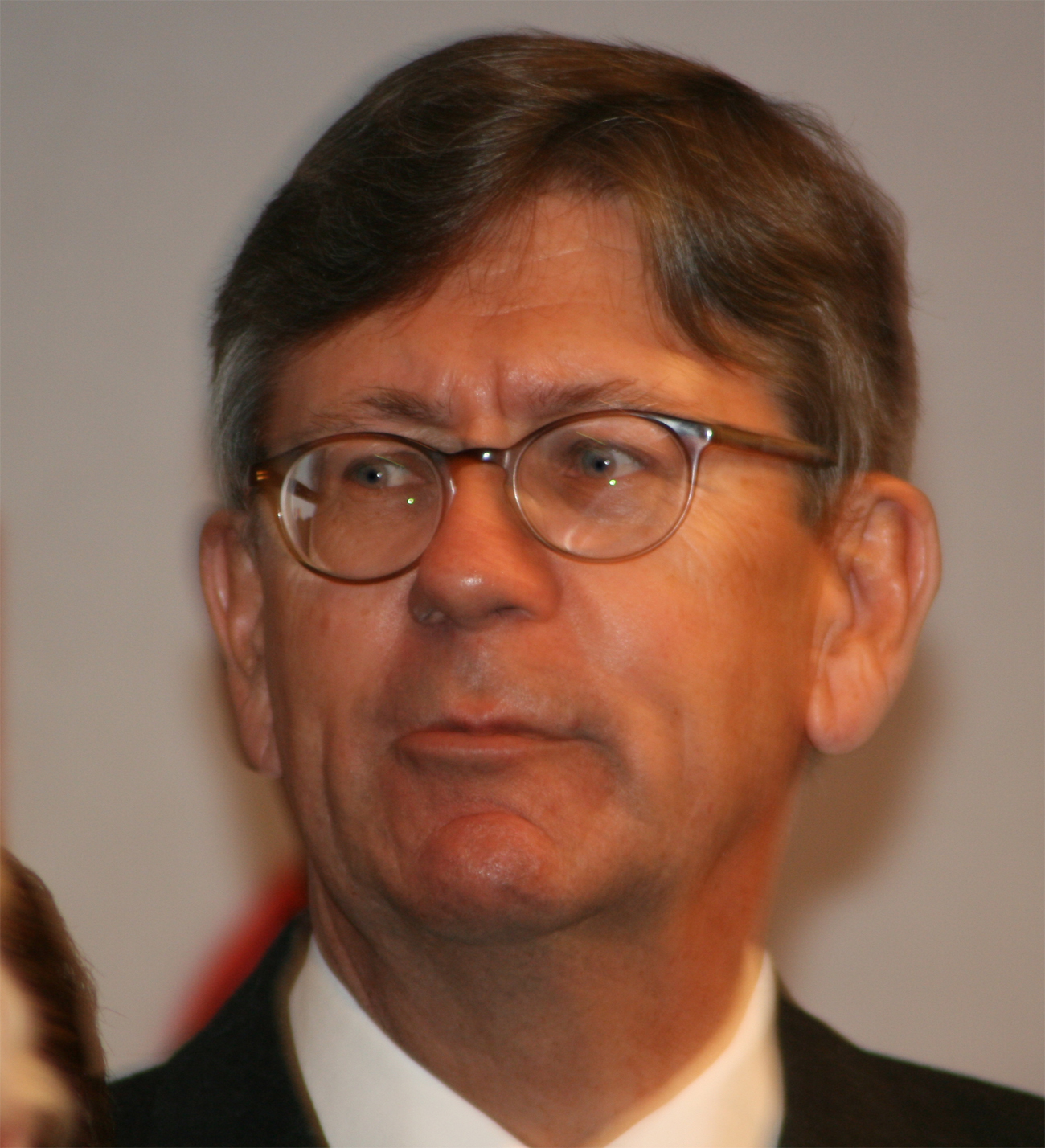
Bjørn Tore Godal (2009)

Bjørn Tore Godal (* 20. Januar 1945 in Skien) ist ein norwegischer sozialdemokratischer Politiker und Diplomat.
Er studierte politische Wissenschaften, Soziologie und Geschichte und war zwischen 1964 und 1965 Vorsitzender der Jugendpartei Arbeidernes Ungdomsfylking (AUF). Godal war Mitglied des norwegischen Parlaments (Storting) von 1986 bis 2001. Von 1991 bis 1994 war Godal Minister für Handel und Schifffahrt, von 1994 bis 1997 norwegischer Außenminister und von 2000 bis 2001 norwegischer Verteidigungsminister. Von 2003 bis 2007 war er norwegischer Botschafter in Berlin. Danach war er bis 2010 Sonderberater für internationale Energie- und Klimafragen im norwegischen Außenministerium.
Er ist mit Gro Balas verheiratet.